# Kenan Kodro
Kenan Kodro (San Sebastián, 19 agosto 1993) è un calciatore bosniaco, attaccante del Gaziantep, in prestito dal Ferencváros.

## Biografia
È figlio dell'ex calciatore Meho Kodro. Nacque a San Sebastián, poiché all'epoca il padre giocava nelle file della Real Sociedad.

## Caratteristiche tecniche
Centravanti forte fisicamente, nonostante la stazza possente, possiede una buona velocità, inoltre si dimostra abile nel difendere palla e soprattutto nel gioco aereo.

## Carriera

### Club
Cresce calcisticamente nelle giovanili della Real Sociedad, dove gioca fino all'estate 2014 quando passa al settore giovanile dell'Osasuna. Dopo qualche partita nelle giovanili fa il suo debutto in prima squadra, il 23 agosto seguente nella partita di Segunda División giocata contro il Barcellona B diventando sin da subito un titolare inamovibile. La stagione successiva contribuisce notevolmente alla promozione in Liga del club basco, segnando due reti tra andata e ritorno della finale play-off contro il Girona.
Il 19 agosto 2016, giorno del suo 23º compleanno, debutta nella massima serie spagnola nel pareggio in trasferta per 1-1 contro il Malaga.
Il 31 gennaio 2019 si viene acquistato dall'Athletic Bilbao per una cifra vicina ai 700 mila euro. Il 10 febbraio seguente debutta con i baschi nella gara contro i catalani del Barcellona, conclusa a reti inviolate, sostituendo Iñaki Williams all'89 minuto. Il 16 marzo successivo segna invece il suo primo goal con il club biscaglino contro l'Atlético Madrid, appena 27 secondi dopo essere entrato in campo.
Il 28 gennaio 2021 viene ceduto in prestito al Real Valladolid.
Tornato dal prestito, il 24 agosto 2021 rescinde il proprio contratto con i baschi per poi accasarsi agli ungheresi del Fehérvár.
Il 28 agosto successivo debutta con la nuova maglia, bagnando il debutto con una doppietta ai dall'MTK Budapest.
Il 6 gennaio 2024 viene acquistato a titolo definitivo dal Ferencváros.

### Nazionale
Nel marzo 2017, viene convocato per la prima volta nella nazionale bosniaca dal CT. Baždarević, per la partita valida alla qualificazione al Mondiale 2018 contro Gibilterra tuttavia non scendendo in campo. Fa il suo debutto in nazionale il 28 marzo seguente, giocando da titolare nell'amichevole giocata contro l'Albania.

## Statistiche

### Presenze e reti nei club
Statistiche aggiornate all'8 febbraio 2025.
| Stagione               | Squadra                | Campionato             | Campionato | Campionato | Coppe nazionali | Coppe nazionali | Coppe nazionali | Coppe continentali | Coppe continentali | Coppe continentali | Altre coppe | Altre coppe | Altre coppe | Totale | Totale |
| Stagione               | Squadra                | Comp                   | Pres       | Reti       | Comp            | Pres            | Reti            | Comp               | Pres               | Reti               | Comp        | Pres        | Reti        | Pres   | Reti   |
| ---------------------- | ---------------------- | ---------------------- | ---------- | ---------- | --------------- | --------------- | --------------- | ------------------ | ------------------ | ------------------ | ----------- | ----------- | ----------- | ------ | ------ |
| 2011-2012              | Real Sociedad B        | SDB                    | 14         | 2          | -               | -               | -               | -                  | -                  | -                  | -           | -           | -           | 14     | 2      |
| gen.-giu. 2012         | Lagun Onak             | TD                     | 9          | 2          | -               | -               | -               | -                  | -                  | -                  | -           | -           | -           | 9      | 2      |
| 2012-2013              | Real Sociedad B        | SDB                    | 35         | 6          | -               | -               | -               | -                  | -                  | -                  | -           | -           | -           | 35     | 6      |
| 2013-2014              | Real Sociedad B        | SDB                    | 27         | 8          | -               | -               | -               | -                  | -                  | -                  | -           | -           | -           | 27     | 8      |
| Totale Real Sociedad B | Totale Real Sociedad B | Totale Real Sociedad B | 76         | 16         |                 | -               | -               |                    | -                  | -                  |             | -           | -           | 76     | 16     |
| 2014-gen. 2015         | Osasuna B              | SDB                    | 4          | 2          | -               | -               | -               | -                  | -                  | -                  | -           | -           | -           | 4      | 2      |
| ago. 2014-2015         | Osasuna                | SD                     | 32         | 2          | CR              | 1               | 0               | -                  | -                  | -                  | -           | -           | -           | 33     | 2      |
| 2015-2016              | Osasuna                | SD                     | 20+4       | 3+3        | CR              | 1               | 0               | -                  | -                  | -                  | -           | -           | -           | 25     | 6      |
| 2016-2017              | Osasuna                | PD                     | 28         | 7          | CR              | 2               | 0               | -                  | -                  | -                  | -           | -           | -           | 30     | 7      |
| Totale Osasuna         | Totale Osasuna         | Totale Osasuna         | 80+4       | 15         |                 | 4               | 0               |                    | -                  | -                  |             | -           | -           | 88     | 15     |
| 2017-feb. 2018         | Magonza                | BL                     | 8          | 0          | CG              | 2               | 0               | -                  | -                  | -                  | -           | -           | -           | 10     | 0      |
| feb.-giu. 2018         | Grasshoppers           | SL                     | 14         | 7          | CS              | 1               | 0               | -                  | -                  | -                  | -           | -           | -           | 15     | 7      |
| 2018-gen. 2019         | Copenhagen             | SL                     | 8          | 1          | CD              | 2               | 0               | UEL                | 8                  | 5                  | -           | -           | -           | 18     | 6      |
| gen.-giu. 2019         | Athletic Bilbao        | PD                     | 11         | 1          | CR              | 0               | 0               | -                  | -                  | -                  | -           | -           | -           | 11     | 1      |
| 2019-2020              | Athletic Bilbao        | PD                     | 12         | 1          | CR              | 1               | 1               | -                  | -                  | -                  | -           | -           | -           | 13     | 2      |
| 2020-gen 2021          | Athletic Bilbao        | PD                     | 3          | 1          | CR              | -               | -               | -                  | -                  | -                  | -           | -           | -           | 3      | 1      |
| Totale Athletic Club   | Totale Athletic Club   | Totale Athletic Club   | 26         | 3          |                 | 1               | 1               |                    | -                  | -                  |             | -           | -           | 27     | 2      |
| gen.-giu. 2021         | Valladolid             | PD                     | 14         | 1          | CR              | -               | -               | -                  | -                  | -                  | -           | -           | -           | 14     | 1      |
| 2021-2022              | Fehérvár               | NB1                    | 27         | 15         | MK              | 3               | 1               | -                  | -                  | -                  | -           | -           | -           | 30     | 16     |
| 2022-2023              | Fehérvár               | NB1                    | 33         | 13         | MK              | 2               | 1               | UECL               | 5                  | 3                  | -           | -           | -           | 40     | 17     |
| 2023-gen. 2024         | Fehérvár               | NB1                    | 17         | 11         | MK              | 1               | 0               | -                  | -                  | -                  | -           | -           | -           | 18     | 11     |
| Totale Fehérvár        | Totale Fehérvár        | Totale Fehérvár        | 77         | 39         |                 | 6               | 2               |                    | 5                  | 3                  |             | -           | -           | 88     | 44     |
| gen.-giu. 2024         | Ferencváros            | NB1                    | 31         | 13         | MK              | 5               | 0               | UCL+UECL           | 0+1                | 0+0                | -           | -           | -           | 37     | 13     |
| 2024-2025              | Gaziantep              | SL                     | 20         | 2          | TK              | 4               | 6               |                    | -                  | -                  | -           | -           | -           | 24     | 8      |
| Totale carriera        | Totale carriera        | Totale carriera        | 371        | 101        |                 | 25              | 9               |                    | 14                 | 8                  |             | -           | -           | 410    | 118    |

### Cronologia presenze e reti in nazionale
| Cronologia completa delle presenze e delle reti in nazionale ― Bosnia ed Erzegovina | Cronologia completa delle presenze e delle reti in nazionale ― Bosnia ed Erzegovina | Cronologia completa delle presenze e delle reti in nazionale ― Bosnia ed Erzegovina | Cronologia completa delle presenze e delle reti in nazionale ― Bosnia ed Erzegovina | Cronologia completa delle presenze e delle reti in nazionale ― Bosnia ed Erzegovina | Cronologia completa delle presenze e delle reti in nazionale ― Bosnia ed Erzegovina | Cronologia completa delle presenze e delle reti in nazionale ― Bosnia ed Erzegovina | Cronologia completa delle presenze e delle reti in nazionale ― Bosnia ed Erzegovina |
| Data                                                                                | Città                                                                               | In casa                                                                             | Risultato                                                                           | Ospiti                                                                              | Competizione                                                                        | Reti                                                                                | Note                                                                                |
| ----------------------------------------------------------------------------------- | ----------------------------------------------------------------------------------- | ----------------------------------------------------------------------------------- | ----------------------------------------------------------------------------------- | ----------------------------------------------------------------------------------- | ----------------------------------------------------------------------------------- | ----------------------------------------------------------------------------------- | ----------------------------------------------------------------------------------- |
| 28-3-2017                                                                           | Elbasan                                                                             | Albania                                                                             | 1 – 2                                                                               | Bosnia ed Erzegovina                                                                | Amichevole                                                                          | -                                                                                   | 78’                                                                                 |
| 9-6-2017                                                                            | Zenica                                                                              | Bosnia ed Erzegovina                                                                | 0 – 0                                                                               | Grecia                                                                              | Qual. Mondiali 2018                                                                 | -                                                                                   | 21’                                                                                 |
| 3-9-2017                                                                            | Faro                                                                                | Gibilterra                                                                          | 0 – 4                                                                               | Bosnia ed Erzegovina                                                                | Qual. Mondiali 2018                                                                 | 1                                                                                   | 80’                                                                                 |
| 10-10-2017                                                                          | Tallinn                                                                             | Estonia                                                                             | 1 – 2                                                                               | Bosnia ed Erzegovina                                                                | Qual. Mondiali 2018                                                                 | -                                                                                   | 75’                                                                                 |
| 23-3-2017                                                                           | Razgrad                                                                             | Bulgaria                                                                            | 0 – 1                                                                               | Bosnia ed Erzegovina                                                                | Amichevole                                                                          | 1                                                                                   | 46’                                                                                 |
| 27-3-2018                                                                           | Dakar                                                                               | Senegal                                                                             | 0 – 0                                                                               | Bosnia ed Erzegovina                                                                | Amichevole                                                                          | -                                                                                   | 63’                                                                                 |
| 28-5-2018                                                                           | Zenica                                                                              | Bosnia ed Erzegovina                                                                | 0 – 0                                                                               | Montenegro                                                                          | Amichevole                                                                          | -                                                                                   | 18’                                                                                 |
| 11-10-2018                                                                          | Rize                                                                                | Turchia                                                                             | 0 – 0                                                                               | Bosnia ed Erzegovina                                                                | Amichevole                                                                          | -                                                                                   | 69’                                                                                 |
| 18-11-2018                                                                          | Las Palmas                                                                          | Spagna                                                                              | 1 – 0                                                                               | Bosnia ed Erzegovina                                                                | Amichevole                                                                          | -                                                                                   | 85’                                                                                 |
| 16-11-2021                                                                          | Zenica                                                                              | Bosnia ed Erzegovina                                                                | 0 – 2                                                                               | Ucraina                                                                             | Qual. Mondiali 2022                                                                 | -                                                                                   | 80’                                                                                 |
| 23-9-2022                                                                           | Zenica                                                                              | Bosnia ed Erzegovina                                                                | 1 – 0                                                                               | Montenegro                                                                          | UEFA Nations League 2022-2023 - 1º turno                                            | -                                                                                   | 73’                                                                                 |
| 23-3-2023                                                                           | Zenica                                                                              | Bosnia ed Erzegovina                                                                | 3 – 0                                                                               | Islanda                                                                             | Qual. Euro 2024                                                                     | -                                                                                   | 67’                                                                                 |
| 20-6-2023                                                                           | Zenica                                                                              | Bosnia ed Erzegovina                                                                | 0 – 2                                                                               | Lussemburgo                                                                         | Qual. Euro 2024                                                                     | -                                                                                   | 46’                                                                                 |
| 8-9-2023                                                                            | Zenica                                                                              | Bosnia ed Erzegovina                                                                | 2 – 1                                                                               | Liechtenstein                                                                       | Qual. Euro 2024                                                                     | -                                                                                   | 90+3’                                                                               |
| 11-9-2023                                                                           | Reykjavík                                                                           | Islanda                                                                             | 1 – 0                                                                               | Bosnia ed Erzegovina                                                                | Qual. Euro 2024                                                                     | -                                                                                   | 67’                                                                                 |
| Totale                                                                              |                                                                                     | Presenze                                                                            | 15                                                                                  |                                                                                     | Reti                                                                                | 2                                                                                   |                                                                                     |

## Palmarès

### Club

#### Competizioni nazionali
- Supercoppa di Spagna: 1

Athletic Bilbao: 2021
- Campionato ungherese: 1

Ferencvaros: 2023-2024